# Бебрава (потік)
Бебрава (словац. Bebrava) — річка в Словаччині; права притока Крупиниці довжиною 12 км. Протікає в окрузі Крупіна.
Витікає в масиві Штявницькі гори на висоті 542 метри. Протікає територією села Жібрітов і біля міста Крупіна.
Впадає в Крупиницю на висоті 250 метрів.